# Étienne Jourde
Étienne Henri Jourde (3 gennaio 1890 – 17 ottobre 1921) è stato un calciatore francese, di ruolo centrocampista.

## Carriera

### Club
Ha militato dal 1909 al 1913 nel Club Athlétique de Vitry, società con cui vince due Championnat de France de football FCAF nel 1910 e 1911.
Nel 1913 è ingaggiato dal CASG Paris, club in cui militerà sino al 1914.

### Nazionale
Venne convocato nella nazionale di calcio francese, con cui disputò otto incontri amichevoli.
Esordì in nazionale il 3 aprile 1910, nell'incontro amichevole contro il Belgio, terminata 4-0 per i Diavoli Rossi, rivestendo il ruolo di capitano.
L'ultimo match con la casacca dei blues è datato 31 maggio 1914, nella sconfitta francese per 5-1 contro l'Ungheria.

## Statistiche

### Cronologia presenze e reti in Nazionale[2]
| Cronologia completa delle presenze e delle reti in nazionale ― Francia | Cronologia completa delle presenze e delle reti in nazionale ― Francia | Cronologia completa delle presenze e delle reti in nazionale ― Francia | Cronologia completa delle presenze e delle reti in nazionale ― Francia | Cronologia completa delle presenze e delle reti in nazionale ― Francia | Cronologia completa delle presenze e delle reti in nazionale ― Francia | Cronologia completa delle presenze e delle reti in nazionale ― Francia | Cronologia completa delle presenze e delle reti in nazionale ― Francia |
| Data                                                                   | Città                                                                  | In casa                                                                | Risultato                                                              | Ospiti                                                                 | Competizione                                                           | Reti                                                                   | Note                                                                   |
| ---------------------------------------------------------------------- | ---------------------------------------------------------------------- | ---------------------------------------------------------------------- | ---------------------------------------------------------------------- | ---------------------------------------------------------------------- | ---------------------------------------------------------------------- | ---------------------------------------------------------------------- | ---------------------------------------------------------------------- |
| 03/04/1910                                                             | Gentilly                                                               | Francia                                                                | 0 – 4                                                                  | Belgio                                                                 | Amichevole                                                             | -                                                                      |                                                                        |
| 16/04/1910                                                             | Brighton                                                               | Inghilterra                                                            | 10 – 1                                                                 | Francia                                                                | Amichevole                                                             | -                                                                      |                                                                        |
| 15/05/1910                                                             | Milano                                                                 | Italia                                                                 | 6 – 2                                                                  | Francia                                                                | Amichevole                                                             | -                                                                      |                                                                        |
| 30/04/1911                                                             | Bruxelles                                                              | Belgio                                                                 | 7 – 1                                                                  | Francia                                                                | Amichevole                                                             | -                                                                      |                                                                        |
| 17/03/1912                                                             | Torino                                                                 | Italia                                                                 | 3 – 4                                                                  | Francia                                                                | Amichevole                                                             | -                                                                      |                                                                        |
| 25/01/1914                                                             | Lilla                                                                  | Francia                                                                | 4 – 3                                                                  | Belgio                                                                 | Amichevole                                                             | 1                                                                      |                                                                        |
| 08/03/1914                                                             | Parigi                                                                 | Francia                                                                | 2 – 2                                                                  | Svizzera                                                               | Amichevole                                                             | -                                                                      |                                                                        |
| 31/05/1914                                                             | Budapest                                                               | Ungheria                                                               | 5 – 1                                                                  | Francia                                                                | Amichevole                                                             | -                                                                      |                                                                        |
| Totale                                                                 |                                                                        | Presenze                                                               | 8                                                                      |                                                                        | Reti                                                                   | 1                                                                      |                                                                        |

## Palmarès
- Championnat de France de football FCAF: 2

Club Athlétique de Vitry: 1910, 1911